# Alouette bourdonnante
Amirafra rufocinnamomea
Espèce
Répartition géographique
Statut de conservation UICN

 LC  : Préoccupation mineure
L’Alouette bourdonnante (Amirafra rufocinnamomea) est une espèce d'oiseaux de la famille des Alaudidae qui est répandue dans toute l'Afrique subsaharienne.

## Description
L'Alouette bourdonnante mesure environ 15 cm de long, du bec au bout de la queue pour un poids généralement compris entre 21 et 32 g.
Les yeux sont bruns, entourés d'un cercle oculaire avec de très fines taches blanches sur la moitié inférieure. Le bec est grisâtre et légèrement recourbé vers le bas. La poitrine est brun-roux avec quelques taches foncées. Le ventre, quant à lui, est bien roux. Les rémiges primaires sont rousses et brun foncé, tandis que les secondaires et terciaires sont plutôt blanc crème et brun foncé. Le manteau et la calotte sont relativement foncés, avec tout de même quelques nuances plus claires.

## Mode de vie

### Habitat et répartition
L'Alouette bourdonnante a une vaste aire de répartition, recouvrant une grande partie du continent africain, estimée à 10 000 000 km2. Ses habitats naturels sont la savane sèche, la savane humide et les prairies sèches des plaines subtropicales ou tropicales. Elle est relativement commune dans les lieux qu'elle occupe.

### Alimentation
Cette alouette est insectivore. Cependant, il se pourrait qu'elle ajoute quelques graines à son menu.

### Reproduction
L'Alouette bourdonnante niche à même le sol, dans les herbes.

## Taxonomie
L'Alouette bourdonnante, l'Alouette fasciée et l'Alouette bateleuse forment une super-espèce.
L'Alouette bourdonnante était classée, jusqu'à 2023, dans le genre Mirafra. C'est l'une des trois espèces qui ont été déplacées vers le genre Amirafra, ressuscité sur la base des résultats d'une grande étude phylogénétique menée par l'ornithologue suédois Per Alström (d) et ses collaborateurs,.

### Sous-espèces
Quinze sous-espèces sont reconnues :
- A. r. Buckleyi (Shelley, 1873) : du Sud de la Mauritanie et du Sénégal au nord du Cameroun.
- A. r. serlei (White, 1960) : Sud-Est du Nigeria.
- A. r. tigrina (Oustalet, 1892) : de l'Est du Cameroun au nord de la République démocratique du Congo.
- A. r. furensis (Lynes, 1923) : Centre-Ouest du Soudan.
- A. r. sobatensis (Lynes, 1914) : Centre du Soudan.
- A. r. rufocinnamomea (Salvadori, 1866) – Nord-Ouest, centre de l'Éthiopie.
- A. r. omoensis (Neumann, 1928) : Sud-Ouest de l'Éthiopie.
- A. r. torrida (Shelley, 1882) : du Sud-Est du Soudan et du Sud de l’Éthiopie jusqu’au Nord de l’Ouganda, au Centre du Kenya et au Centre de la Tanzanie.
- A. r. kawirondensis (van Someren (d), 1921) : Est de la République démocratique du Congo, Ouest de l'Ouganda et Ouest du Kenya.
- A. r. fischeri (Reichenow, 1878) : Angola, Sud de la République démocratique du Congo, Nord de la Zambie et Nord du Mozambique jusqu'à l'Est de la Tanzanie, Est du Kenya jusqu'au Sud de la Somalie.
- A. r. schoutedeni (White, 1956) : du Gabon et de la République centrafricaine à l’Ouest de la République démocratique du Congo et au Nord-Ouest de l’Angola.
- A. r. lwenarum (White, 1945) : Nord-Ouest de la Zambie.
- A. r. smithersi (White, 1956) : Nord de la Zambie, Zimbabwe, Nord-Est du Botswana et Nord de l’Afrique du Sud.
- A. r. pintoi (White, 1956) : Sud du Mozambique, Eswatini et Nord-Est de l’Afrique du Sud.
- A. r. mababiensis (Roberts, 1932) : de l'Ouest de la Zambie au Centre du Botswana.